# Put' slavy
Put' slavy (Путь славы) è un film del 1948 diretto da Boris Buneev, Anatolij Rybakov e Michail Abramovič Švejcer.